# چوبک مالزی
چوبک مالزی (نام علمی: Heteropteryx dilatata) نام یک گونه از راسته چوبک‌سانان است.